# 천안시의 향토문화유산
천안시의 향토문화유산은 다음 각 호의 어느 하나에 해당하는 것으로 천안시장이 「천안시 향토문화유산 보호 조례」제9조에 따라 지정한 유산을 말한다.
1. 「문화재보호법」(이하 “법”이라 한다) 및「충청남도 문화재 보호 조례」에 따른 지정문화재 또는 등록문화재로 지정되지 아니한 것으로서 향토의 역사·예술·학술상 가치가 있는 것과 이에 준하는 자료
2. 향후 문화재로서 보존가치가 있을 것으로 기대되는 유적
3. 향토문화, 토속, 풍속을 연구하는데 필요한 자료

## 지정 목록
| 번호 | 그림 | 명칭                                | 소재지                                                              | 소유자 (관리자) | 지정·해제일자                       | 비고 |
| ---- | ---- | ----------------------------------- | ------------------------------------------------------------------- | --------------- | ----------------------------------- | ---- |
| 1호  |      | 용화사나한입상                      | 천안시 동남구 목천읍 동리 178-2                                     | 사유            | 1995년 5월 10일 지정                |      |
| 2호  |      | 선인덕수장씨정려각                  | 천안시 서북구 성환읍 대홍리 321                                     | 사유            | 1995년 5월 10일 지정                |      |
| 3호  |      | 김세준 정려각                       | 천안시 서북구 입장면 가산리 332-5                                   | 사유            | 1995년 5월 10일 지정                |      |
| 4호  |      | 전주 최씨 12위 정려                 | 천안시 입장면 용정리 산108-9                                        | 사유            | 1995년 5월 10일 지정                |      |
| 5호  |      | 안동 장씨 3세 정려                  | 천안시 동남구 풍세면 가송리 440-1 (송정안1길 2)                     | 사유            | 1995년 5월 10일 지정                |      |
| 6호  |      | 창원 유씨 4위 정려                  | 천안시 동남구 풍세면 남관리 205                                     | 사유            | 1995년 5월 10일 지정                |      |
| 7호  |      | 효자 채주영 정려 (孝子 蔡冑永 旌閭) | 천안시 동남구 풍세면 용정리 71-8                                    | 사유            | 1995년 5월 10일 지정                |      |
| 8호  |      | 유후양 정려각                       | 천안시 동남구 풍세면 보성리 78                                      | 사유            | 1995년 5월 10일 지정                |      |
| 9호  |      | 고흥 유씨 정려각                    | 천안시 동남구 광덕면 매당 3리 산10                                  | 사유            | 1995년 5월 10일 지정                |      |
| 10호 |      | 남양 서씨 3세 정려각                | 천안시 동남구 광덕면 매당 3리 265                                   | 사유            | 1995년 5월 10일 지정                |      |
| 11호 |      | 유씨 정려각 (효자 유언 정려각)      | 천안시 동남구 광덕면 매당리 565-2 (쇳골길 18-11)                    | 사유            | 1995년 5월 10일 지정                |      |
| 12호 |      | 열녀해주오씨정려각                  | 천안시 동남구 광덕면 매당 1리 755-3                                 | 사유            | 1995년 5월 10일 지정                |      |
| 13호 |      | 언양김씨정려각                      | 천안시 동남구 목천읍 덕전리 213-1                                   | 사유            | 1995년 5월 10일 지정                |      |
| 14호 |      | 윤영발 정려각                       | 천안시 북면 운용리 280-1                                            | 사유            | 1995년 5월 10일 지정                |      |
| 15호 |      | 이규호 정려각                       | 천안시 동남구 성남면 석곡리 대양 마을                               | 사유            | 1995년 5월 10일 지정                |      |
| 16호 |      | 김수필 정려                         | 천안시 동남구 성남면 신덕리 산32-1                                  | 사유            | 1995년 5월 10일 지정                |      |
| 17호 |      | 효자 이유 정려 (孝子 李維 旌閭)     | 천안시 동남구 성남면 신덕리 270                                     | 사유            | 1995년 5월 10일 지정                |      |
| 18호 |      | 이춘영 정려                         | 천안시 동남구 수신면 장산리 649-9                                   | 사유            | 1995년 5월 10일 지정                |      |
| 19호 |      | 강릉 김씨 3위 정려                  | 천안시 동남구 병천면 도원리 산3-3                                   | 사유            | 1995년 5월 10일 지정                |      |
| 20호 |      | 이복장 이번 정려                    | 천안시 동남구 병천면 매성리 523-3, 523-4                            | 사유            | 1995년 5월 10일 지정                |      |
| 21호 |      | 이귀웅 정려                         | 천안시 동남구 병천면 봉항리 800-2, 801                              | 사유            | 1995년 5월 10일 지정                |      |
| 22호 |      | 이순학 정려                         | 천안시 병천면 봉항리 산147                                          | 사유            | 1995년 5월 10일 지정                |      |
| 23호 |      | 김인석 정려                         | 천안시 동남구 병천면 봉항리 648-1 (봉항로 784-4)                    | 사유            | 1995년 5월 10일 지정                |      |
| 24호 |      | 황세득 황박 정려                    | 천안시 직산읍 마정리 산63-2                                         | 사유            | 1995년 5월 10일 지정                |      |
| 25호 |      | 해주 오씨 3위 정려 (오막생 정려)    | 천안시 서북구 직산읍 마정리 산56-1                                  | 사유            | 1995년 5월 10일 지정                |      |
| 26호 |      | 윤장호가 고문서                     | 천안시 동남구 수신면 장산리                                         | 사유            | 1995년 5월 10일 지정, 해제일자 미상 |      |
| 27호 |      | 박문수어사 외 고문서                | 천안시 동남구 삼룡동 261-10 (천안대로 429-13) 천안박물관            | 국유            | 1995년 5월 10일 지정                |      |
| 28호 |      | 국사봉산성                          | 천안시 동남구 동면 죽계리 산13, 장송리 산1                          | 사유            | 1995년 5월 10일 지정                |      |
| 29호 |      | 도원산성 (화계산성)                 | 천안시 동남구 동면 화계리 산50, 병천면 도원리 산8                   | 사유            | 1995년 5월 10일 지정                |      |
| 30호 |      | 망경산성                            | 천안시 수신면 백자리 산49 망경산                                    | 사유            | 1995년 5월 10일 지정                |      |
| 31호 |      | 대성산성 (大城山城)                 | 천안시 동남구 풍세면 두남리 산12-2, 산11-1, 남관리 산51-4           | 사유            | 1995년 5월 10일 지정                |      |
| 32호 |      | 동성산성                            | 천안시 동남구 동면 화계리 산84-2, 병천면 도원리 산16-1              | 사유            | 1995년 5월 10일 지정                |      |
| 33호 |      | 작성산성 (鵲城山城)                 | 천안시 동남구 병천면 매성리 산27-24, 북면 매송리 산18, 산19, 산45   | 사유            | 1995년 5월 10일 지정                |      |
| 34호 |      | 광덕산성 (廣德山城)                 | 천안시 동면 광덕리 산54, 행암리 산64 광덕산                         | 사유            | 1995년 5월 10일 지정                |      |
| 35호 |      | 용와산성                            | 천안시 서북구 직산읍 마정리 산64, 아산시 음봉면 월량리 산8-2, 산8-5 | 사유            | 1995년 5월 10일 지정                |      |
| 36호 |      | 광덕 봉수대 (쌍령산 봉수대)         | 천안시 동남구 광덕리 원덜리 산60-1                                  | 사유            | 1995년 5월 10일 지정                |      |
| 37호 |      | 성환찰방                            | 천안시 서북구 성환읍 성월리 270-3                                   | 사유            | 1995년 5월 10일 지정                |      |
| 38호 |      | 연춘역원                            | 천안시 동남구 목천읍 동리 203-1                                     | 사유            | 1995년 5월 10일 지정                |      |
| 39호 |      | 박장원 영정                         | 천안시 동남구 삼룡동 261-10                                         | 사유            | 1995년 5월 10일 지정                |      |
| 40호 |      | 목천16의사기념비                    | 천안시 동남구 동면 화계리 249-1                                     | 사유            | 1995년 5월 10일 지정                |      |
| 41호 |      | 조성신도비                          | 천안시 서북구 직산읍 군동리 325-1                                   | 사유            | 1995년 5월 10일 지정                |      |
| 42호 |      | 이시백 신도비                       | 천안시 동남구 광덕면 매당리 398-3                                   | 사유            | 1995년 5월 10일 지정                |      |
| 43호 |      | 이시백 묘                           | 천안시 동남구 광덕면 매당리 산14-4                                  | 사유            | 1995년 5월 10일 지정                |      |
| 44호 |      | 황세득 묘                           | 천안시 서북구 직산읍 마정리 산63-1                                  | 사유            | 1995년 5월 10일 지정                |      |
| 45호 |      | 황박 묘                             | 천안시 서북구 직산읍 마정리 산63-1                                  | 사유            | 1995년 5월 10일 지정                |      |
| 46호 |      | 목천기미독립기념탑                  | 천안시 동남구 목천읍 서리 1                                         | 사유            | 1995년 5월 10일 지정                |      |
| 47호 |      | 입장기미독립기념탑                  | 천안시 서북구 입장면 양대리 128                                     | 사유            | 1995년 5월 10일 지정                |      |
| 48호 |      | 오자경 사우                         | 천안시 동남구 광덕면 보산원리 산31-1                                | 사유            | 2013년 11월 29일 지정               |      |
| 49호 |      | 신사리 선돌                         | 천안시 동남구 성남면 신사리 248-16                                  | 사유            | 2016년 12월 15일 지정               |      |

## 참고 문헌
- 천안시 홈페이지 - 고시/공고